# Jordi Vila i Foruny
Jordi Vila i Foruny (Barcelona, 1 d'abril de 1933 - Barcelona, 13 de juliol de 2013) va ser un industrial i polític català.

## Biografia
Estudià Econòmiques i Ciències Físiques a la Universitat de Barcelona. Ingressà el 1955 al Front Nacional de Catalunya, a través de la seva secció universitària, participant activament en la reconstrucció de la Federació Nacional d'Estudiants de Catalunya (FNEC). L'any 1964 fou condemnat pel règim franquista, juntament amb Joan Colomines i Puig, per participar en una recollida de signatures a favor del català. Dins del FNC ocupà càrrecs directius al Consell Nacional i al Comitè Executiu. Va ser membre d'Òmnium Cultural, de l'Orfeó Català i del Centre Excursionista Aguiló.
Després es va passar a Convergència Democràtica de Catalunya (CDC), de la que en fou president de la federació de Barcelona. A les eleccions generals espanyoles de 1986 fou escollit senador de CiU per la circumscripció de Barcelona en substitució del dimitit Ramon Trias i Fargas. A les eleccions al Parlament de Catalunya de 1988 i 1992 fou elegit diputat al Parlament de Catalunya.

## Obres
- 1992: El nacionalisme català. Aportacions a un debat